# 石井街道
石井街道（せきせいがいどう）は、広州市白雲区の街道。現行行政地名は石井街道石井社区、石井街道金碧新城社区などの社区12個がある。

## 地理
広州市白雲区の西部に位置している。

## 行政区画
12社区を管轄する。

## 施設

### 交通
- 広州地下鉄

■8号線：石井駅 - 小坪駅
- 中国国営鉄道

広州白雲駅西広場

### 教育
- 石井中学

### 医療
- 石井人民医院
- 広州东方医院